# Erycinopsis specularis
Erycinopsis specularis är en fjärilsart som beskrevs av W. Warren 1900. Erycinopsis specularis ingår i släktet Erycinopsis och familjen mätare. Inga underarter finns listade i Catalogue of Life.